# كوفي أسامواه
كوفي أسامواه (بالإنجليزية: Kofi Asamoah) المعروف أيضًا باسم كوفاس (بالإنجليزية: Kofas)، هو مخرج وكاتب ومنتج أفلام غاني، حاز على عدة جوائز.   وهو الرئيس التنفيذي والمخرج لإبداعي لشركة (Kofas Media)، وهي شركة إنتاج أفلام وتليفزيون وإعلانات.    

## النشأة
وُلِد كوفي في أسين أنينابرم في المنطقة الوسطى بغانا، لكنه نشأ في الغالب في سيكوندي تاكورادي في المنطقة الغربية من غانا حيث تلقى تعليمه الأساسي والابتدائي في مدرسة الشباب المسيحية الإعدادية. تلقى تعليمه الثانوي في مدرسة (Mfantsipim)، حيث كان عضوًا في فريق المناظرة الوطنية بالمدرسة. بدأ كوفي أسامواه تعليمه العالي في جامعة غانا، ليغون . عندما بدأت حياته المهنية في صناعة الأفلام، انتقل إلى المعهد الوطني للسينما والتلفزيون (NAFTI)، حيث تخرج بدرجة البكالوريوس في الإنتاج السينمائي والتلفزيوني مع تخصص في الإخراج السينمائي. ثم التحق أسامواه بمعهد غانا للصحافة حيث حصل على درجة الماجستير في العلاقات العامة. انتقل لاحقًا إلى الولايات المتحدة حيث درس صناعة الأفلام في أكاديمية نيويورك للأفلام.

## مسيرته
بدأ كوفي مهنيًا كمراسل إخباري مع Skyy Power FM / TV، حيث أصبح صوت برنامجهم الواقعي. قام بصناعة الأفلام في كوماسي سنة 2009. كتب سيناريو وأنتج أول محتوى له في عام 2012 بعنوان "Boys Kasa" (مسلسل كوميدي).  
أنتج أسامواه وأخرج العديد من الأفلام الغانية مثل كاليبوس في الصين وجون وجون، وفيلم (Amakye and Dede) الذي شارك فيه ماجد ميشيل وجون دوميلو وسلمى مؤمن، وفاز بجائزة أفضل فيلم في العام (غانا) في جوائز (City People Entertainment Awards) لعام 2016.

## أعماله
| السنة | الفيلم                  | الدور               |
| ----- | ----------------------- | ------------------- |
| 2008  | Brain Sex (فيلم قصير)   | إخراج وإنتاج        |
| 2008  | Opambour                | كتابة وإخراج وإنتاج |
| 2010  | Danger                  | إخراج وإنتاج        |
| 2010  | Nyame Ay3 Me Bone       | كتابة وإخراج وإنتاج |
| 2010  | Oh! Uncle Atta          | كتابة وإخراج وإنتاج |
| 2011  | Area Boys               | إخراج وإنتاج        |
| 2015  | كاليبوس في الصين        | كتابة وإخراج وإنتاج |
| 2016  | Amakye and Dede (فكاهي) | إخراج وإنتاج        |
| 2017  | جون وجون                | إخراج وإنتاج        |
| 2019  | Away Bus                | كتابة وإخراج وإنتاج |

## مسلسلات تلفزيونية
- Eye Red[18]
- Noko Fio
- Pa2Pa
- Papa Kumasi
- Bombo Clinic
- Cow and Chicken
- Guy Guy (إخراج)[19]

## جوائز و ترشيحات
| السنة | حفل توزيع الجوائز                                | الجائزة                             | النتيجة | المرجع |
| ----- | ------------------------------------------------ | ----------------------------------- | ------- | ------ |
| 2016  | جوائز City People Entertainment                  | أفضل مخرج أفلام للعام (غانا)        | فوز     | [ 20 ] |
| 2016  | جوائز أفلام غانا                                 | أفضل مخرج عن فيلم (Amakye and Dede) | رُشِّح     | [ 21 ] |
| 2019  | جوائز غانا الترفيهية بالولايات المتحدة الأمريكية | أفضل مخرج (فيلم)                    | فوز     | [ 22 ] |

## روابط خارجية
- كوفي أسامواه على موقع IMDb (الإنجليزية)